# New Traditions in East Asian Bar Bands
New Traditions in East Asian Bar Bands est un album de John Zorn sorti sur le label Tzadik en 1997. Il comprend 3 titres qui sont joués par trois ensembles différents mais conçus sur le même modèle : une paire de musiciens qui jouent du même instrument et une narratrice (les textes sont en chinois, coréen et vietnamien).

## Titres
| 1.    | Hu Die        | 25:09 |
| 2.    | Hwang Chin-ee | 16:41 |
| 3.    | Quê Trân      | 30:46 |
| 72:36 |               |       |

## Personnel
'Hue Die'
- Bill Frisell - guitare
- Fred Frith - guitare
- Zhang Jinglin - narration

'Hwang Chin-Ee'
- Joey Baron - batterie
- Samm Bennett - batterie
- Jung Hee Shin - narration

'Que Tran'
- Anthony Coleman - claviers
- Wayne Horvitz - claviers
- Anh Tranc - narration